# ستيرزنج
ستيرزنج، (بالإنجليزية: Sterzing)‏، (الإيطالية:vipiˈtɛːno)، هي بلدة صغيرة و(بلدية) جنوب التيرول، في شمال إيطاليا. إنها القرية الرئيسية في جنوب ويبتال، ويتدفق نهر إيساش، عبر المدينة التي يعود تاريخها إلى القرون الوسطى.

## السكان
في سنة 1871 بلغ عدد السكان  نسمة، وتطور العدد ليصل في سنة 2011 لـ 6٬390 نسمة.
يظهر هذا المخطط البياني تطور النمو السكاني لـ ستيرزنج

## توأمة
لستيرزنج اتفاقيات توأمة مع:
- كتسبويل

## أعلام
- رولاند هوفر
- الكسندر لانغر
- بيبيانا بيريز
- كاتيا هالر
- رينولد راينر